# Saint-Jean-Froidmentel
Saint-Jean-Froidmentel ist eine französische Gemeinde im Département Loir-et-Cher in der Region Centre-Val de Loire. Sie gehört zum Kanton Le Perche und zum Arrondissement Vendôme. Zur Gemeindegemarkung gehören neben der Hauptsiedlung auch die Weiler Rougemont, Vimoy, Les Bordeaux, Le Moulin de Saint-Jean-de-Froidmentel, Vernouillet und Beauvoir.

## Geografie
Die Gemeinde Saint-Jean-Froidmentel liegt am Loir an der Grenze zum Département Eure-et-Loir, auf halbem Weg zwischen den Städten Vendôme und Châteaudun. Sie grenzt im Nordwesten an Villebout, im Norden und im Nordosten an Cloyes-les-Trois-Rivières, im Südosten an Brévainville, im Südwesten an Saint-Hilaire-la-Gravelle und im Westen an Fontaine-Raoul.

## Geschichte
Saint-Jean-Froidmentel hatte von 1865 bis 2017 einen Bahnhof an der Eisenbahnlinie von Brétigny nach La Membrolle-sur-Choisille, der durch die SNCF bedient wurde.

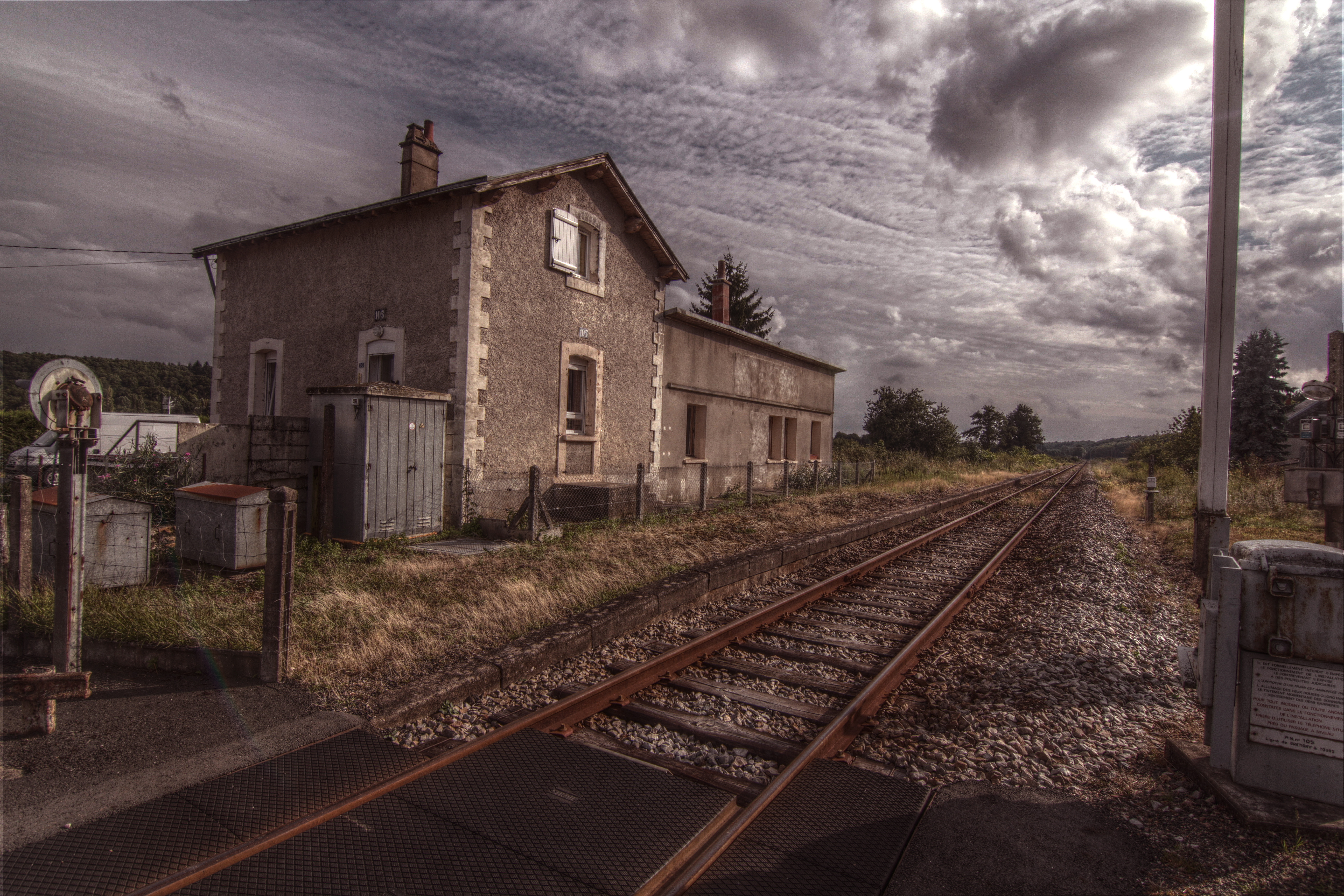
2017 stillgelegter Bahnhof

### Bevölkerungsentwicklung
| Jahr      | 1962 | 1968 | 1975 | 1982 | 1990 | 1999 | 2006 | 2018 |
| --------- | ---- | ---- | ---- | ---- | ---- | ---- | ---- | ---- |
| Einwohner | 486  | 462  | 439  | 418  | 385  | 437  | 498  | 553  |

## Sehenswürdigkeiten
- Kirche Saint-Jean-Baptiste